# Karl Palmås
Karl Palmås, född 1976, är en svensk sociolog. Palmås disputerade 2005 med avhandlingen ReVolvolutions : innovation, politics and the Swedish brand vid London School of Economics och är för närvarande docent i innovation och samhällsförändring vid avdelningen Science, Technology and Society, institutionen Teknikens ekonomi och organisation, på Chalmers tekniska högskola. 
Palmås har varit ledamot i SKL:s programberedning för styrning av offentligt finansierad verksamhet, i Regionala Etikprövningsnämnden i Göteborg, i Digitaliseringskommissionens expertgrupp, i styrgruppen för Mötesplats Social Innovation och i referensgruppen till dåvarande Nuteks utredning om kapitalförsörjning till sociala företag. Under Europaparlamentsvalet 2014 stod Palmås på 24:e plats på Miljöpartiets valsedel .